# Beira Interna Sud
La Beira Interna Sud è una subregione statistica del Portogallo, parte della regione Centro, che del distretto di Castelo Branco. Confina a nord con la Cova da Beira e la Beira Interna Nord, ad est e a sud con la Spagna, a sud con l'Alto Alentejo e ad ovest con il Pinhal Interno Sud.

## Suddivisioni
Comprende 4 comuni:
- Castelo Branco
- Idanha-a-Nova
- Penamacor
- Vila Velha de Ródão